# Сен-Лу (Крёз)
Сен-Лу (фр. Saint-Loup) — коммуна во Франции, находится в регионе Лимузен. Департамент коммуны — Крёз. Входит в состав кантона Шамбон-сюр-Вуэз. Округ коммуны — Обюссон.
Код INSEE коммуны — 23209.

## Население
Население коммуны на 2010 год составляло 174 человека.
| 1962 | 1968 | 1975 | 1982 | 1990 | 1999 | 2010 |
| ---- | ---- | ---- | ---- | ---- | ---- | ---- |
| 334  | 310  | 250  | 234  | 186  | 175  | 174  |

## Экономика
В 2010 году среди 104 человек трудоспособного возраста (15—64 лет) 67 были экономически активными, 37 — неактивными (показатель активности — 64,4 %, в 1999 году было 70,7 %). Из 67 активных жителей работали 61 человек (33 мужчины и 28 женщин), безработных было 6 (2 мужчин и 4 женщины). Среди 37 неактивных 6 человек были учениками или студентами, 22 — пенсионерами, 9 были неактивными по другим причинам.